# Nick Chappell
Nick Chappell (* 19. September 1992 in Toronto, Ontario, Kanada) ist ein US-amerikanischer Tennisspieler.

## Karriere
Chappell spielte bis 2010 auf der ITF Junior Tour. In der Jugend-Rangliste erreichte er mit Rang 26 seine höchste Notierung. Bei allen vier Grand-Slam-Turnieren spielte er, schied dort aber jeweils früh aus.
2011 begann Chappell ein Studium an der Texas Christian University, wo er auch College Tennis spielte. In der internen College-Rangliste belegte er 2014 den 12. Rang. 2015 beendete er das Studium. Während des Studiums nahm er unregelmäßig auch an Profiturnieren der ITF Future Tour teil. 2015 konnte er im Doppel erstmals ein Jahr in den Top 1000 der Tennisweltrangliste abschließen.
2016 lag sein Fokus komplett auf dem Profitennis, was sich bemerkbar machte. Im Einzel erreichte er die ersten zwei Future-Finals, im Doppel konnte er von vier Endspielen eines gewinnen. Im Einzel kam er am Jahresende unter die Top 700, im Doppel in die Top 600, zwischenzeitlich hatte er mit Rang 416 sein Karrierehoch erreicht. 2017 und 2018 erfolgten keine Verbesserung im Ranking. Er kam im Einzel aber zu seinem ersten Titel, im Doppel zu den Titeln zwei und drei. Fortan spielte er mehr im Einzel. 2019 gewann er seinen zweiten Einzel-Titel und stieß erstmals unter die besten 500 vor. In Calgary erreichte kam er bei einem Challenger erstmals über die erste Runde hinaus und schied im Achtelfinale aus. Ein Jahr später zog er aus der Qualifikation heraus ins Halbfinale von Potchefstroom ein. Bis Jahresende spielte er weiterhin hauptsächlich Challengers, schaffte aber nur in Nur-Sultan nochmal das Überstehen der ersten zwei Runden. Im November stand er mit Platz 329 am bislang höchsten in der Weltrangliste. Im Doppel stand er lediglich in Oeiras in einem Challenger-Halbfinale.
2022 verlor er Plätze und schaffte es im Einzel lediglich zwei Challenger-Viertelfinals zu erreichen. Den einzigen Auftritt auf der ATP Tour hatte Chappell in Los Cabos, wo er die Qualifikation überstand und ins Hauptfeld einzog, wo er Tseng Chun-hsin in zwei Sätzen unterlag. Das Jahr beendete er auf Platz 454 und damit rund 100 Plätze niedriger als im Vorjahr.